# Forsdvärgtyrann
Forsdvärgtyrann (Serpophaga cinerea) är en fågel i familjen tyranner inom ordningen tättingar.

## Utseende
Forsdvärgtyrannen är en unik liten grå tyrann. Fjäderdräkten är olik alla andra tyranner, enhetligt ljusgrå med en diffus svart hjässa samt svarta vingar och stjärt. Könen är lika.

## Utbredning och systematik
Forsdvärgtyrann delas in i två underarter:
- Serpophaga cinerea grisea – förekommer i bergsvattendrag i Costa Rica och västra Panama
- Serpophaga cinerea cinerea – förekommer i bergsvattendrag från Colombia och Venezuela till västra Bolivia

## Levnadssätt
Forsdvärgtyrannen hittas enbart utmed snabbt strömmande floder och forsar. Den ses ofta sitta på stenar mitt i vattendragen, men även utmed kanterna, pumpande stjärten upp och ner.

## Status och hot
Arten har ett stort utbredningsområde, men tros minska i antal, dock inte tillräckligt kraftigt för att den ska betraktas som hotad. Internationella naturvårdsunionen IUCN listar arten som livskraftig (LC). Beståndet uppskattas till i storleksordningen en halv miljon till fem miljoner vuxna individer.